# Francisco de Colmenar
Francisco Colmenar, citat sovint amb el cognom Colmenario fou un frare franciscà descalç espanyol, missioner a terres de l'Amèrica central, particularment a Guatemala, on morí en 1590 després de trenta-cinc anys de missió. Fou guardià del convent franciscà de Guatemala (avui Antigua Guatemala) i primer vicari de la Custòdia de Guatemala en 1561 i definidor en 1564. Aconseguí moltes conversions i construí nombroses capelles; cada cop que feia una en un poble, feia instal·lar una creu a cada un dels angles de la vila. Mort en llaor de santedat, és venerat com a beat per l'Orde de Sant Francesc. Gairebé, però, no se'n troben dades de la vida.